# 武士搬家好吃驚
《武士搬家好吃驚》（日语：引っ越し大名！）是一部2019年日本喜劇片，改編自土橋章宏原著小說。日本票房破億。台灣由捷傑電影發行。
本片根據真實事件改編，在日本的江戶時代，幕府為了鞏固自己的勢力，擔心大名會因為佔據土地太久而勢力龐大，因此會不定期命令大名遷徙。而電影中提到的大名－松平直矩，因為一生中面臨高達了7次的搬遷，以最多次的搬遷而出名，被稱為「搬家的大名」。

## 故事簡介
江戶時代，姬路城的圖書管理員片桐春之介（星野源 飾）是個大書蟲、喜歡成天宅在書庫裡的「御宅武士」，某天他卻突然被指派新任務，要為大名（藩主）松平直矩做搬家規劃！
大名的搬家代表全區域裡人民及武士都要搬遷，在當時代更是如同打仗一樣辛苦的大工程。怕生的春之介不僅要做出詳細的規劃，還得面對無數的溝通協調，及預算問題。
要是任務無法達成就得切腹謝罪，看不下去的兒時玩伴鷹村源右衛門（高橋一生 飾）以及前任搬家大臣的女兒於蘭（高畑充希 飾）也都一起來幫忙，一起用智力與決心完成這項不可能的任務。

## 主要角色
- 片桐春之介：星野源
- 鷹村源右衛門：高橋一生
- 於蘭：高畑充希
- 松平直矩：及川光博
- 山里一郎太：小澤征悅
- 中西監物：濱田岳
- 仲田小兵衛：山內圭哉
- 本村三右衛門：松重豐
- 藤原修蔵：西村雅彥
- 柳沢吉保：向井理（友情出演）

## 外部連結
- 官方網站 （页面存档备份，存于）
- 武士搬家好吃驚Samurai Shifters - Yahoo奇摩電影 （页面存档备份，存于）